# Карсдорп, Рик
Рик Ка́рсдорп (нидерл. Rick Karsdorp; род. 11 февраля 1995, Схонховен, Южная Голландия) — нидерландский футболист, правый защитник.

## Клубная карьера
Карсдорп является воспитанником академии «Фейеноорда», где занимался с девяти лет. Назывался лучшим игроком юношеской нидерландской лиги. После окончания стал сразу же привлекаться к основной команде. 12 декабря 2013 года подписал с клубом свой первый профессиональный контракт, который вступал в действие с 1 января 2014 года и имел продолжительность в 18 месяцев с возможностью продления на год.
6 августа 2014 года дебютировал в профессиональном футболе в поединке отборочного этапа Лиги чемпионов против «Бешикташа», выйдя на замену на 69-й минуте вместо Йорди Класи.
В конце того же месяца, 24 августа, Карсдорп дебютировал в Эредивизи поединком против «Утрехт», выйдя на замену на 80-й минуте вместо Йориса Матейсена. 17 мая 2015 года, в поединке против «Зволле» получил первую в карьере красную карточку, что было прямым удалением за грубый фол. Всего в дебютном сезоне провёл 20 игр, в 15 из них выходя в стартовом составе.
В сезоне 2015/16 был твёрдым игроком основы, появлялся на поле в 29 встречах, 28 раз став игроком стартового состава. 23 октября 2015 года подписал с клубом новый контракт, который действует до лета 2020 года.
28 июня 2017 года подписал контракт с итальянской «Ромой» сроком до 30 июня 2022 года, сумма трансфера составила € 14 млн. Вскоре после перехода Рик перенёс операцию в связи с повреждением мениска. Дебютировал в команде 26 октября в матче чемпионата Италии против клуба «Кротоне» — на 82-й минуте из-за травмы Карсдорп покинул поле. Дальнейшее обследование выявило у футболиста повреждение крестообразных связок левого колена. Из-за этого голландцу пришлось пропустить весь оставшийся сезон 2017/18. В следующем сезоне 2018/19 Карсдорп начал сезон на скамейке запасных, поскольку на его позицию правого защитника претендовал воспитанник «Ромы» и вице-капитан команды Алессандро Флоренци. Желание получать больше игрового времени вынудило голландца в сезоне 2019/20 вернуться в «Фейеноорд» на правах аренды со сроком на год. Лишь в сезоне 2020/21 после возвращения из аренды Карсдорп постепенно стал игроком стартового состава в «Роме». В сезоне 2021/22 Карсдорп в составе «Ромы» стал обладателем Лиги конференций, обыграв в финале бывший клуб голландца «Фейеноорд».

## Карьера в сборной
Карсдорп принимал участие в поединках юношеских сборной Нидерландов различных возрастов, однако основным игроком никогда не был. Принимал участие в отборочном этапе к чемпионату Европы 2014 года среди юношей до 19 лет. 13 ноября 2014 года дебютировал в молодёжной голландской команде в товарищеской встречи против сверстников из Германии.
В сентябре 2015 года вызывался в основную сборную Нидерландов для подготовки к отборочным матчам чемпионата Европы 2016 года против Казахстана и Чехии, однако на поле не появлялся. Также в марте 2016 был вызван на матчи Франции и Англии, но всё время просидел на скамейке запасных.7 октября дебютировал за сборную против команды Белоруссии в рамках отборочного турнира к Чемпионату Мира 2018 года. Рик вышел в стартовом составе и отыграл весь матч, который выиграла сборная Голландии(4-1).

## Стиль игры
В начале своей карьеры Карсдорп играл в центре полузащиты, с возрастом сместился и стал играть правого флангового защитника. Вместе с тем, у Рика остались навыки длинных точных передач и ведения игры. Также Карсдорп является сильным атлетом, что позволяет ему быстро передвигаться по бровке и успевать возвращаться назад. Часто использует прострелы в штрафную, с которых его команде удаётся забивать голы. К недостаткам игрока можно приписать зонную защиту и расположение при подстраховке.

## Достижения
«Фейеноорд»
- Чемпион Нидерландов: 2016/17
- Обладатель Кубка Нидерландов: 2015/16

«Рома»
- Победитель Лиги конференций УЕФА: 2021/22

ПСВ
- Чемпион Нидерландов: 2024/25

## Статистика

### Матчи Карсдорпа за сборную Нидерландов
| Матчи Карсдорпа за сборную Нидерландов | Матчи Карсдорпа за сборную Нидерландов | Матчи Карсдорпа за сборную Нидерландов | Матчи Карсдорпа за сборную Нидерландов | Матчи Карсдорпа за сборную Нидерландов | Матчи Карсдорпа за сборную Нидерландов |
| -------------------------------------- | -------------------------------------- | -------------------------------------- | -------------------------------------- | -------------------------------------- | -------------------------------------- |
| №                                      | Дата                                   | Соперник                               | Счёт                                   | Голы Карсдорпа                         | Соревнование                           |
| 1                                      | 7 октября 2016                         | Беларусь                               | 4:1                                    | —                                      | Чемпионат мира 2018 (отбор)            |
| 2                                      | 10 октября 2016                        | Франция                                | 0:1                                    | —                                      | Чемпионат мира 2018 (отбор)            |
| 3                                      | 25 марта 2017                          | Болгария                               | 0:2                                    | —                                      | Чемпионат мира 2018 (отбор)            |

Итого: 3 матча / 0 голов; 1 победа, 0 ничьих, 2 поражения.